# アクアスピリルム属
アクアスピリルム属はグラム陰性の非芽胞形成好気性ないし微好気性らせん菌でナイセリア科の属の一つ。一般に両極に鞭毛を持ち、運動性がある。また、極膜を有するほか、細胞内にポリヒドロキシ酪酸の顆粒を蓄えるという特徴がある。かつてはスピリルム属とみなされていた。基準種はアクアスピリルム・セルペンス。属名は水のらせん菌を意味する。インソリチスピリルム属とノビスピレルム属はかつて本属に含まれていたが、遺伝子の違いからロドスピリルム科に移され新属として設けられた。GC含量は49から65。
水中に生息し、有機酸を代謝するが糖類はほとんど利用しない。オキシダーゼ陽性、カタラーゼ陽性。酸素を利用した呼吸を行うが、一部の種は嫌気性条件下で硝酸還元による嫌気呼吸を行う。アクアスピリルム・アウトロフィカムは水素、二酸化炭素、酸素を用いて独立栄養で生育することができる。また、アクアスピリルム・マグネトタクティカムはマグネトソームを持ち走磁性を示す。